# Pseuderanthemum bradtkei
Pseuderanthemum bradtkei är en akantusväxtart som beskrevs av Spencer Le Marchant Moore. Pseuderanthemum bradtkei ingår i släktet Pseuderanthemum och familjen akantusväxter. Inga underarter finns listade i Catalogue of Life.